# Дженивейн, Карл Пол
Карл Пол Дженивейн (англ. Carl Paul Jennewein) (2 декабря 1890 — 22 февраля 1978) — американский скульптор немецкого происхождения.

## Биография
Карл Пол Дженивейн родился в 1890 году в городе Штутгарт. В 1907 году эмигрировал в США. В 1915 году получил американское гражданство.
После получения Римской премии (фр. Prix de Rome) обучался на протяжении нескольких лет в Риме.
Как скульптор принимал участие в оформлении многих правительственных зданий США, среди которых Здание Конгресса США в Вашингтоне, Здание американского посольства в Париже.

## Архитектурные композиции
- Lincoln Life Insurance Building à Fort Wayne (Indiana) 1923
- Education Building, Harrisburg (Pennsylvanie) 1931
- British Empire Building au Rockefeller Center à New York 1932
- Fronton du Philadelphia Museum of Art 1933
- Justice Department Building, Washington D.C. 1934, où il réalisa plus de 50 élément sculpturaux
- Kansas City City Hall à Kansas City (Missouri) 1936
- Finance Building, Harrisburg (Pennsylvanie) 1938
- Two stone pylons à la Brooklyn Library de New York 1939
- Dauphin County Court, Harrisburg (Pennsylvanie), exterieur et intérieur 1941
- Fulton County Building Annex à Atlanta 1950
- West Virginia State Office Building à Charleston (Virginie-Occidentale) 1950
- Bas reliefs, Capitole Washington D.C. 1950
- Deux panneaux intérieurs à la Maison Blanche, Washington D.C. 1954
- Deux portraits monumentaux pour le Rayburn Office Building, à Washington D.C. 1964

## Галерея
- Западная цивилизация, фронтон скульптуры, Филадельфийский музей искусства (1933).
- Дарлингтонский мемориальный фонтан
- Барельеф Ликурга в Конгрессе США
- Орёл, Федеральное здание, Нью-Йорк